# غلدشت (مقاطعة اشتهارد)
غلدشت (بالفارسية: گلدشت) هي قرية تقع في قسم بلنغ آباد الريفي (مقاطعة اشتهارد) في إيران.